# جي بي أدريا موبيل 2017
جي بي أدريا موبيل 2017 (بالفرنسية: Grand Prix Adria Mobil 2017)‏ هو سباق دراجات هوائية، وهو الموسم رقم 3 من نفس السباق، وأقيم في 2 أبريل 2017، وامتدّ لمسافة 184.3 كيلومتر، وهو أحد سباقات طواف أوروبا للدراجات 2017، وهو من نوع سباق الدراجات.
فاز فيه بالمركز الأول Antonino Parrinello ‏، وبالمركز الثاني Nicola Gaffurini ‏، وبالمركز الثالث Stanislau Bazhkou ‏.

## الفرق
| فرق قارية (3)- GM Europa Ovini ‏ - MG.K vis Colors for Peace ‏ - مينسك سي سي 2017 ‏ |  |
|                                                                                  |  |

## التصنيف العام النهائي
| التصنيف العام | التصنيف العام               | التصنيف العام | التصنيف العام                    | التصنيف العام |        |
| الدراج        | الدراج                      | البلد         | الفريق                           | الوقت         | السرعة |
| ------------- | --------------------------- | ------------- | -------------------------------- | ------------- | ------ |
| 1.            | Antonino Parrinello ‏        | إيطاليا       | GM Europa Ovini                  | 4 س 16 د 01 ث |        |
| 2.            | Nicola Gaffurini ‏           | إيطاليا       | Sangemini-MG.Kvis                | + 0 ث         |        |
| 3.            | Stanislau Bazhkou ‏          | روسيا البيضاء | Minsk CC                         | + 0 ث         |        |
| 4.            | Francesco Manuel Bongiorno ‏ | إيطاليا       | Sangemini-MG.Kvis                | + 0 ث         |        |
| 5.            | Davide Pacchiardo ‏          | إيطاليا       | GM Europa Ovini                  | + 0 ث         |        |
| 6.            | كيريل بوزدنياكوف            | أذربيجان      | Synergy Baku Project             | + 0 ث         |        |
| 7.            | Sebastián Tamayo ‏           | كولومبيا      | Bicicletas Strongman             | + 0 ث         |        |
| 8.            | Marco Zamparella ‏           | إيطاليا       | Amore & Vita-Selle SMP-Fondriest | + 1 د 14 ث    |        |
| 9.            | باولو توتو                  | إيطاليا       | Sangemini-MG.Kvis                | + 1 د 14 ث    |        |
| 10.           | Davide Orrico ‏              | إيطاليا       | Sangemini-MG.Kvis                | + 1 د 29 ث    |        |

## وصلات خارجية
- جي بي أدريا موبيل 2017 على موقع إحصائيات الدراجات الإحترافية (الإنجليزية)